# コーク・バター博物館
コーク・バター博物館（コーク・バターはくぶつかん、英語: Cork Butter Museum）は、アイルランドのコーク市にある博物館で、コーク県におけるバターの生産と販売の歴史を記録している。この博物館は、旧コーク・バター取引所(The Butter Exchange)に設置されている。バター取引所は、1770年にオープンし海上貿易で栄えたコークの経済の中心だった。1892年には貿易量がピークに達し、輸出量は50万樽に及んだ。第一次大戦後、経済が低迷し、取引所は1924年に閉鎖された。

## 歴史

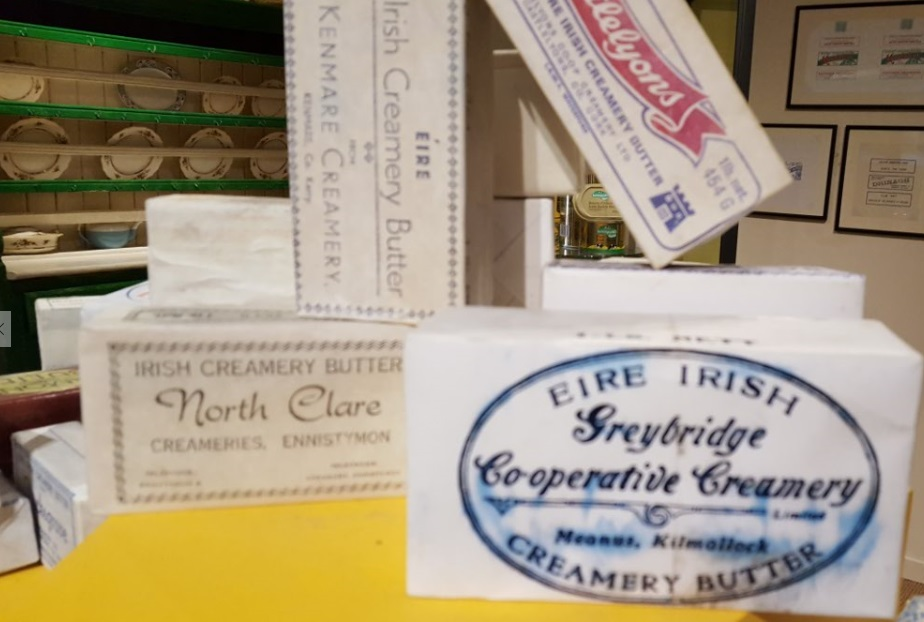
コークバター博物館にある初期のバターブランドの展示

コーク・バター市場の建物は、市内のシャンドン地区に位置し、 1849年に建てられたものである。シャンドンはアイルランド最大のシャンブルズ（屋外精肉店）であり、取引所はこの商業地区にあった。19世紀の取引所の最盛期には、コークは世界最大のバター輸出国であり、バターはオーストラリアやインドにも輸出されていた。

## 展示

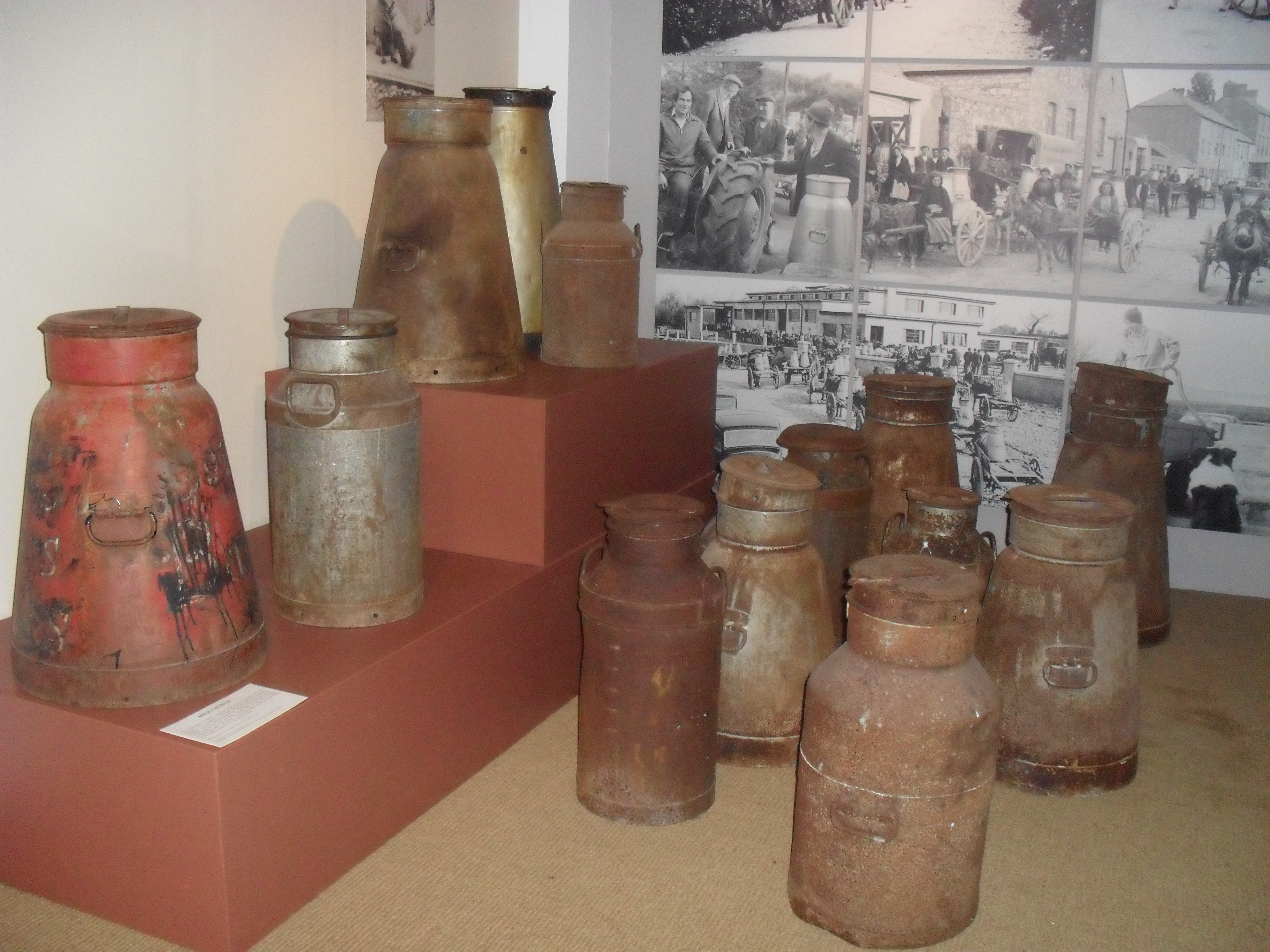
バター博物館にある鉄製のバター撹拌器のコレクション。

この博物館は、アイルランドにおけるバター貿易が歴史的に果たした役割を展示している。19世紀の国際バター取引所、国内でのバター生産、そして近年のケリーゴールド社の事業に関する展示があり、アイルランドの商業、社会、そして家庭史の要素を網羅している。 展示は、乳牛の飼育から商業的なバター貿易に関する文書や遺物まで、バター生産の様々な要素を来館者に紹介することを目的としている。 博物館のコレクションには、1000年前の中世の湿地バターの容器を含む酪農用品も含まれている。

## 所在地
- Tony O'Reilly Centre, O'Connell Sq., Shandon, Cork

## 開館時間
- 3～6、9、10月 10:00～17:00
- 7、8月 10:00～18:00
- 11～2月 10:00～15:30[9]

## 近在の施設
- 聖アン教会、シャンドン（英語版）

## 関連資料
- アリス・テイラー『アイルランド田舎物語: わたしのふるさとは牧場だった』新宿書房、1994年